# Francisco Merry y Colom
Francisco Merry y Colom (Sevilla, 1 de mayo de 1829-Roma, 4 de enero de  1900) fue un diplomático español. Entre sus destinos estuvo la ciudad marroquí de Tánger, además de ejercer como embajador en Alemania e Italia. Ostentó el título de conde de Benomar.

## Biografía
Nacido el 1 de mayo de 1829 en Sevilla, era hermano de Manuel Merry y Colom. Falleció en 1900. Comenzó su carrera diplomática en 1849 como agregado, sirviendo en el Ministerio de Estado y en Washington. En 1853 ascendió a secretario de segunda clase en la Comisión de límites con Francia, de donde volvió al Ministerio, permaneciendo en el mismo, con la categoría de secretario de primera clase, hasta que, al comenzar la guerra de África, fue destinado en comisión cerca del general en jefe del ejército de operaciones, y con este carácter intervino en todos los preliminares para la paz, quedando allí después algunos años. En mayo de 1850 fue nombrado encargado de negocios y cónsul general en Tánger, ascendido a ministro residente en 1863, y a ministro plenipotenciario en 1865, continuando en la capital diplomática de África hasta 1872, en que fue declarado cesante. En 1875 fue nombrado ministro plenipotenciario en Berlín, donde ascendió a embajador, y con esta categoría representó a España en la corte de Alemania, y posteriormente en la de Italia. Cuando se declaró la independencia de Rumanía fue enviado en misión extraordinaria para felicitar al príncipe Carlos. Falleció en Roma el 4 de enero de 1900 mientras desempeñaba el cargo de embajador de España en la corte del rey de Italia.
Fue autor de un diario de su viaje a Marrakech en 1863. Representó a importantes centros españoles en congresos literarios y artísticos celebrados en el extranjero. El título de conde de Benomar le fue concedido por el rey Alfonso XII en 1878. A lo largo de su vida fue condecorado con las grandes cruces de Carlos III, Isabel la Católica, Águila Roja de Prusia en brillantes, San Miguel de Baviera, San Mauricio y San Lázaro, y Corona de Italia, Cristo de Portugal, Estrella de Rumanía, Gustavo de Wasa de Suecia, Alberto de Sajonia, Halcón Blanco de Sajonia Weimar, Corona de Wurtemberg, con el collar del León de Zoerhingen de Badén, y con la cruz de tercera clase de Medjidié de Turquía. Era también caballero de San Juan de Jerusalén y oficial de la Legión de Honor de Francia. Fue retratado por el pintor español Lorenzo Vallés.